# فيران مارتينيز
فيران مارتينيز (بالإسبانية: Ferrán Martínez Garriga)‏ مواليد 25 أبريل 1968 في برشلونة، هو لاعب كرة سلة إسباني سابق. يبلغ طوله 7 قدم 0 بوصة (2.1 م). مثّل منتخب بلاده. شارك في مسابقة كرة السلة في الألعاب الأولمبية الصيفية.

## روابط خارجية
- فيران مارتينيز على موقع الاتحاد الدولي لكرة السلة (الإنجليزية)
- فيران مارتينيز على موقع الدوري الإسباني لكرة السلة (الإسبانية)
- فيران مارتينيز على موقع كرة السلة الأوروبية.كوم (الإنجليزية)
- فيران مارتينيز على موقع ريلجم (الإنجليزية)
- فيران مارتينيز على موقع بروبوليرز (الإنجليزية)
- فيران مارتينيز على موقع سبورتس رفرنس (الإنجليزية)
- فيران مارتينيز على موقع أوليمبيديا (الإنجليزية)